# Frankenthaler Bibel

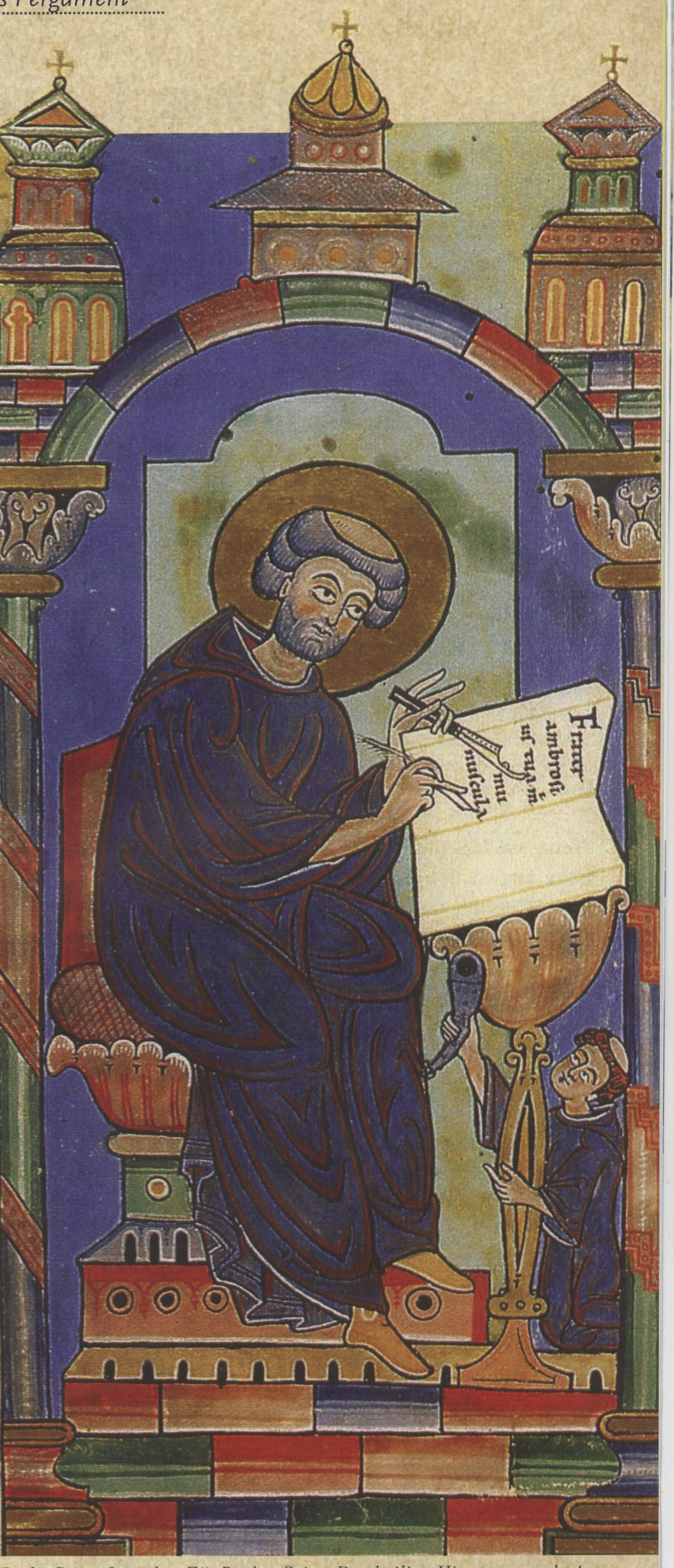
Hl. Hieronymus aus der Frankenthaler Bibel

Die Frankenthaler Bibel, früher fälschlich zunächst Wormser Bibel, dann Worms-Frankenthaler Bibel genannt, ist ein Exemplar der Heiligen Schrift, das während der Zeit der Romanik in der damals kurpfälzischen Ortschaft und späteren Stadt Frankenthal handschriftlich gefertigt wurde. Sie besteht aus zwei Bänden und befindet sich seit dem 18. Jahrhundert in England, wo sie unter der Signatur Harley MS 2803 und 2804  in der British Library in London verwahrt wird.

## Beschaffenheit
Die Einbände und die Schriftseiten der Frankenthaler Bibel bestehen aus starkem und gut verarbeitetem Pergament im Folio-Format. Die Blattgröße variiert in der Höhe zwischen 520 und 534, in der Breite zwischen 354 und 360 Millimetern. Damit ist sie vom Format her die größte bekannte Frankenthaler Handschrift. Die Textblätter sind mit dunkelbrauner Tinte beschriftet und jeweils in zwei Spalten zu 44 Zeilen eingeteilt. Die Bibel weist drei größere farbige Autorenporträts auf, vier mit der Feder gezeichnete Randillustrationen, 102 mehr oder weniger aufwendig illuminierte Initialen sowie neun Kanontafeln.

## Inhalt
Der erste Band enthält auf 301 Seiten die alttestamentlichen Bücher von Genesis bis Hiob. Der 274 Seiten umfassende zweite Band beginnt mit den Psalmen und enthält auch den größten Teil des Neuen Testaments. Er endet mit der Apostelgeschichte 16,17. Es fehlen die Apostelbriefe und die Geheime Offenbarung.
- Band 1 (Signatur Harley MS 2803) (Digitalisat)
- Band 2 (Signatur Harley MS 2804) (Digitalisat)

## Geschichte
Laut Datierung im Kolophon wurde die Handschrift im Jahre 1148 begonnen; sie dürfte nach etwa drei Jahren vollendet gewesen sein. Die israelische Kunsthistorikerin Aliza Cohen-Mushlin fand in den 1980er Jahren heraus, dass die Herstellung nicht in Worms erfolgte, sondern im zehn Kilometer entfernten Frankenthaler Skriptorium. Dieses gehörte zum Augustinerchorherrenstift, das der Ministeriale Erkenbert aus der damaligen Bischofsstadt Worms 1119 auf seinem Landsitz in Frankenthal gegründet hatte. Die Reste des Klosters und seiner Stiftskirche werden heute Erkenbert-Ruine genannt.
Wie Text- und Tintenanalysen belegen, wurden im 15. Jahrhundert am ersten Band zahlreiche, am zweiten Band zwei Reparaturen vorgenommen; dabei wurden Löcher mit Lederflicken überklebt und entstandene Schriftlücken oft recht nachlässig wieder ausgebessert. Die Schäden waren möglicherweise schon beim Brand der Frankenthaler Stiftskirche 1171 entstanden.
Im 16. Jahrhundert kam die Handschrift in den Besitz des Liebfrauenstifts Worms. Wegen des Bauernkriegs von 1525, bei dem auch das 1140 zur Abtei aufgestiegene Frankenthaler Augustinerkloster geplündert wurde, wurde sie nach Worms in Sicherheit gebracht, wo sie dann verblieb.
1720 verkaufte das Wormser Liebfrauenstift die Bibel, um die Beseitigung von Gebäudeschäden, die 1689 im Pfälzischen Erbfolgekrieg entstanden waren, finanzieren zu können. Erwerber war Edward Harley, 3. Earl of Oxford and Mortimer (1699–1755). Dieser übereignete 1754/55 die „Worms Bible“ mit der gesamten Bibliothek, die er, sein gleichnamiger Vater und sein Großvater Robert zusammengetragen hatten, der British Library. Dort wird die Frankenthaler Bibel unter den Bestandsnummern MS Harley 2803 und 2804 geführt.
Frankenthal, die Ursprungsstadt der Bibel, organisierte im Herbst 2007 eine mehr als zwei Monate währende Ausstellung im städtischen Erkenbert-Museum, in der neben der Frankenthaler Bibel weitere im dortigen Skriptorium entstandene oder zeitweilig verwahrte Bücher gezeigt wurden. Sie waren als Leihgaben nicht nur aus London und der Vatikanischen Bibliothek beschafft worden, sondern auch Bibliotheken in Darmstadt, Den Haag, Göttingen, Heidelberg, Karlsruhe und Wien hatten Exponate zur Verfügung gestellt.